# Relative Chronologie
Eine relative Chronologie ist in der Archäologie die Kenntnis der relativen Abfolge von Funden, Befunden oder Ereignissen, wie sie zum Beispiel aus einer Stratigraphie oder einer Chorologie abgeleitet werden kann. Der Bezug einer relativen Chronologie mit anderen Methoden auf unseren Kalender führt zu einer absoluten Chronologie. Die „relative Chronologie“ beantwortet die Frage, ob ein bestimmter Gegenstand älter oder jünger als andere Gegenstände ist. Die absolute Chronologie beantwortet die Frage, aus welchem Jahrhundert vor oder nach Christi Geburt ein Gegenstand stammt.

## Allgemeines und Problematik der relativen Chronologie
Die relative Chronologie oder Datierung erfasst das zeitliche Verhältnis von mindestens zwei archäologischen Phänomenen zueinander, so  Eggert (2012). Charakteristisch für die relative Chronologie ist ein Fehlen eines zeitlich exakt zuordenbaren Fixpunktes, zu dem der Abstand der zu untersuchenden archäologischen Phänomene mittels festgelegter Zeiteinheiten bestimmt werden kann. Es kann nur ein relatives Festlegen auf ein „Früher“ oder „Später“ erfolgen, aber keinesfalls um eine konkrete Angabe wie viele Jahre das eine Phänomen älter sei, als das andere.
Eine weitere Schwierigkeit ist in den Zeiteinheiten der relativen Chronologie zu finden, werden diese doch in der archäologischen Praxis different gehandhabt. Orientierend kann zwischen:
- Epochen, Zeitalter, etwa Paläolithikum, Neolithikum, Bronzezeit (siehe Dreiperiodensystem);
- Perioden, etwa Frühes Neolithikum, Ältere Eisenzeit;
- Stufen, so Bronzezeit A, Latène B;
- Phasen, so Hallstatt A1, Vorpalastzeit, Latène D 2
- Unter- und Subphasen, Vorpalastzeit SM IA, Latène D1a

unterschieden werden. Doch ist in der Literatur eine solche hierarchische Strukturierung keinesweg durchgängig akzeptiert.